# Тарей Бьо
Тарей Бьо (на норвежки: Tarjei Bø) е норвежки състезател по биатлон, трикратен олимпийски шампион в щафетите и носител на 11 титли от световни първенства. В световната купа по биатлон се е качвал на подиума общо 123 пъти, 52 от които е на първото място.
Роден на 29 юли 1988 г. в Стрюн.
По-големият брат на Олимпийския и многократен световен шампион Йоханес Тингнес Бьо.
Първата си победа в световната купа печели на 10 декември 2010 година по време на спринта в Хохфилцен.
Състезател на Markane IL.

## Олимпийски игри
| Олимпиада      | Индивидуално | Спринт | Преследване | Масов старт | Щафета | Смесена щафета |
| -------------- | ------------ | ------ | ----------- | ----------- | ------ | -------------- |
| 2010 Ванкувър  | –            | –      | –           | Злато       | –      |                |
| 2014 Сочи      | 26           | 39     | 27          | –           | 4      | –              |
| 2018 Пьонгчанг | 13           | 13     | 4           | 8           | Сребро | –              |
| 2022 Пекин     | 8            | Бронз  | Сребро      | 12          | Злато  | Злато          |

## Успехи
- 52 победи в „Световната купа“ (13 индивидуални и 39 отборни): 2013 – 2018
- „Световната купа“ (1): 2010/11
- „Световен шампион“ (11): 2011 (3), 2012 (1), 2013 (3), 2016 (1), 2019 (1), 2020 (1), 2021 (1)
- „Олимпийски шампион“ (3): 2010 (1), 2022 (2)